# Ouagadougou
Cet article concerne la ville chef-lieu. Pour le département et la commune urbaine, voir Ouagadougou (département).
Ouagadougou est la capitale et la plus grande ville du Burkina Faso. Sa population était estimée à plus de 2,4 millions d'habitants en 2019. En 2022, sa population est estimée à plus de 2,8 millions d'habitants. C'est le centre culturel, économique et administratif du pays. Les habitants de Ouagadougou sont appelés Ouagalais.

## Géographie

### Toponymie
Le mot à l'origine est « Woogrtenga » et « Wogodogo » et signifie « là où on reçoit des honneurs, du respect ».

### Géographie
La ville est située à peu près au centre du pays, dans la province du Kadiogo, en pleine zone intertropicale.
À environ 300 km au nord, se trouve Gorom-Gorom et les portes du désert, situés tout près du Niger et du Mali. À environ 200 km au sud, se trouve le pays gourounsi avec notamment le village de Tiébélé et ses maisons colorées, mais aussi la réserve naturelle de Nazinga. Le Ghana et le Togo sont alors très proches.

### Climat
La ville est soumise à un climat tropical de savane, comprenant deux saisons : la saison sèche et la saison des pluies.
- La saison sèche s'étend de la mi-octobre à la mi-mai, approximativement. Cette saison est caractérisée par un temps plus ou moins chaud et très sec, un fort ensoleillement et parfois des vents de poussière. Dans cette saison, on peut distinguer trois périodes bien marquées :
  - de mi-octobre à fin novembre, le temps est souvent très chaud, avec des températures minimales voisines de 23 à 24 °C et des maximales comprises entre 35 et 38 °C. On peut encore observer quelques averses au mois d'octobre, mais elles restent le plus souvent localisées et de faible intensité. On est alors à une période de transition, entre les vents de mousson de sud-ouest, chauds et humides (qui sont en nette régression, puis disparaissent totalement), et l'harmattan, un vent de nord-est chaud, sec et parfois poussiéreux qui s'impose de jour en jour ;
  - de fin novembre à mi-février, c'est l'harmattan qui souffle. Il apporte une influence du désert, soit un air toujours très sec, d'assez grandes amplitudes thermiques entre le jour et la nuit, un fort ensoleillement, parfois gêné par une brume de poussières en suspension. Les températures sont nettement moins élevées en cette période : les minimales peuvent s'abaisser jusqu'à 14 à 15 °C, voire 12 °C très ponctuellement, surtout fin décembre et janvier, tandis que la journée, les maximales atteignent entre 28 et 33 °C. Cela en fait la période où il est le plus facile de s'acclimater, grâce aux températures modérées et au temps le plus souvent stable ;
  - de fin février jusqu'à fin avril, l'harmattan est en perte de vitesse, puis finit par tomber totalement. Coupée de l'influence du désert et de toute aération, la ville subit alors un temps caniculaire, avec des journées brûlantes (de 38 °C fin février jusqu'à 40 à 42 °C et même 43 °C en avril) et des nuits chaudes (en moyenne 24 à 26 °C au minimum, avec même quelques nuits où la température ne s'abaisse pas sous les 30 °C en avril). Les premières averses orageuses peuvent parfois tomber à la fin du mois d'avril, ajoutant alors l'humidité à la chaleur, ce qui donne un ressenti extrêmement lourd.
- La saison des pluies, qui s'étend de la mi-mai à la mi-octobre approximativement, est marquée par un flux de sud-ouest : la mousson. Il apporte un air chaud et moite, dans lequel de nombreuses averses et orages se développent, avec un pic en août. Cette période correspond au passage du front intertropical (FIT) au-dessus des pays sahéliens et subsahéliens. Malgré les températures beaucoup plus modérées (minimums à 21 °C, sous les pluies principalement, maximums à 32 à 34 °C), le ressenti est toujours lourd, en raison de la forte humidité ambiante.

## Histoire

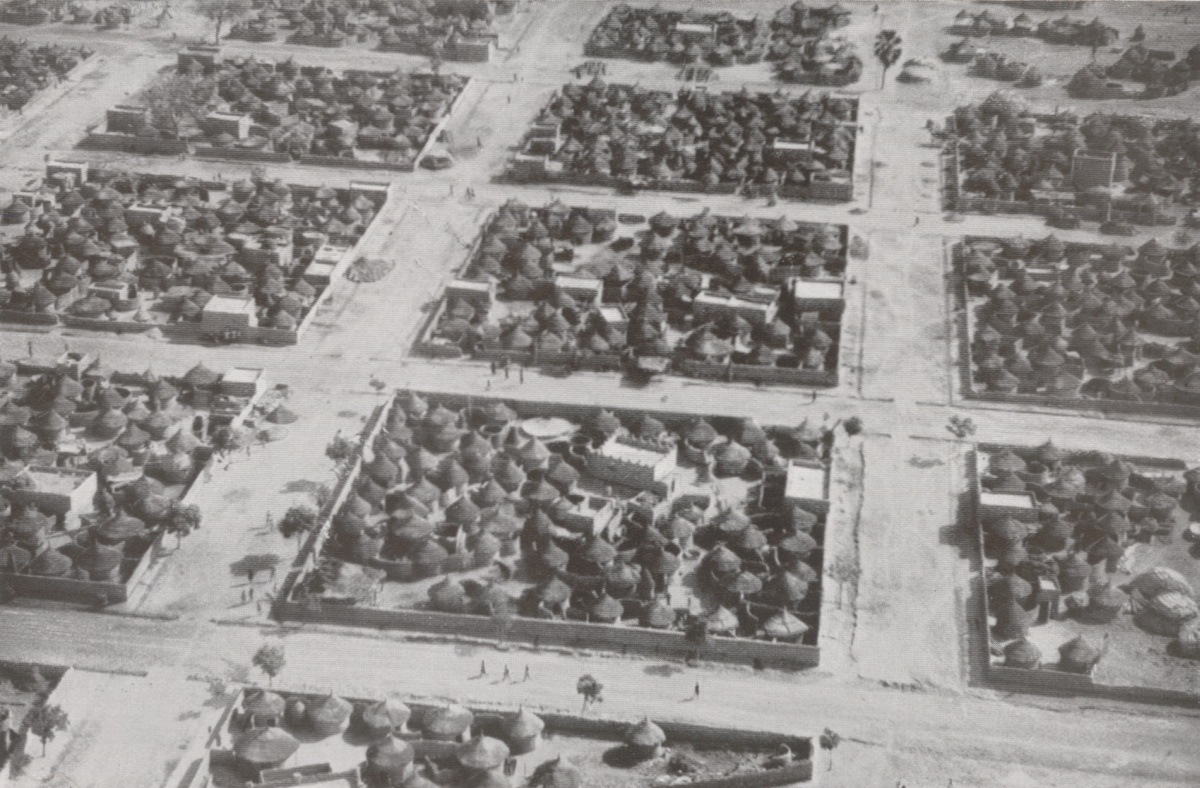
Ouagadougou en 1930. Photographie de Walter Mittelholzer.

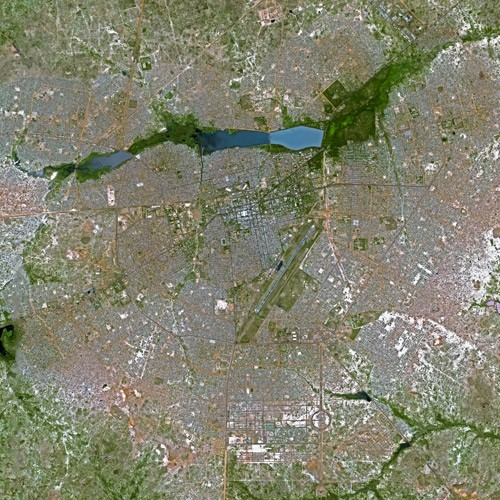
La ville de Ouagadougou aujourd'hui, vue par le satellite SPOT.

### Toponyme
À l’origine, la ville s’appelait Kombemtinga, la « terre des princes ». Les versions expliquant ce changement d’appellation sont nombreuses et parfois opposées.
De façon plus certaine, on peut affirmer que la ville a été fondée au XIe siècle par les Nyonyonsés. Pour la suite, selon la version du Larlé Naba, détenteur des secrets du Royaume mossi, les fondateurs, subissant des assauts répétés d’un peuple voisin, durent demander la protection de l'Empereur mossi Zoungrana, alors établi à Tenkodogo. Zoungrana confia la défense de la ville à son fils Oubri. Les Nyonyonsés se soumirent, et la localité fut alors baptisée « Wogdgo » : « Venez m’honorer ». C’est cette appellation qui aurait évolué pour donner Woghodogo, puis Ouagadougou dans sa version occidentalisée.
La ville devint capitale de l'Empire mossi en 1441 sous le règne de Naba Niandéfo. Mais ce n’est qu’en 1881 qu’elle deviendra résidence permanente des empereurs (morho-naba), avec Naba Sanem.
Des quartiers se créent alors rapidement autour du palais impérial. Ils conserveront leur nom jusqu'à nos jours : Ouidi, le quartier du chef de la cavalerie ; Dapoya (de), le quartier des captifs affranchis ; Paspanga (de), où les empereurs nouvellement intronisés vont recueillir la soumission des dignitaires de l'Empire, etc.
Louis-Gustave Binger y entre le soir du vendredi 15 juin 1888 et en laisse une longue description. Sanem le reçoit par obligation  mais ne tarde pas à montrer son désir qu'il s'en aille. Il l'empêche, de même, de poursuivre le trajet prévu. Binger décide alors de revenir vers Boukary Koutou et quitte la ville le 10 juillet.
Devenue capitale du territoire de Haute-Volta en 1919, la ville perd sa prééminence pendant les années de partage du territoire (1932-1947). À la reconstitution de la Haute-Volta, l’administration est de nouveau transférée à Ouagadougou.
De l’arrivée du chemin de fer, en 1954, jusqu’à l’indépendance en 1960, la population de la ville va doubler, passant de 30 000 à plus de 60 000 habitants. La nécessité de transformer l'urbanisme ouagalais devient impérative. Au début des années 1970, Polycarpe Naré, haut fonctionnaire chargé des domaines réalisera, sous la houlette du général Garango, le «Petit Paris » ou zone résidentielle de Gounghin et La zone résidentielle du Bois, qui agrandissent la capitale suivant des standards modernes. Par la suite, le nombre de Ouagalais doublera régulièrement tous les dix ans : 500 000 au début des années 1990 et plus de 2,5 million en 2015. Ce qui nécessitera de nouveaux projets de transformation urbaine de la cité 1 200 logements de l'époque sankarienne à Ouaga 2000.
Les attentats de Ouagadougou du 15 janvier 2016 ont fait au moins 30 morts et une trentaine de blessés. À 19 h 45, des hommes armés ont attaqué le bar Taxi Brousse, le restaurant Le Cappuccino et l'hôtel Splendid dans le centre de Ouagadougou sur l'avenue Kwamé N'Krumah. Ces lieux sont fréquentés principalement par des étrangers. L'attaque terroriste est revendiquée par Al-Qaïda au Maghreb islamique (AQMI). À la suite de ces événements ont été décrétés trois jours de deuil national. La ville est de nouveau touchée par le terrorisme dans la nuit du 13 au 14 août 2017. Un attentat frappe un café-restaurant - Café Aziz Istanbul- situé à 200 m du Cappucino et fait 20 morts, dix-huit civils et les deux assaillants.
Un nouvel attentat a eu lieu le vendredi 2 mars 2018 l'état major de l'armée en plein centre-ville. Le bilan faisait état de 8 décès au niveau des forces de défense et de sécurité et près de 80 blessés. Huit (8) avait été tués au cours de la riposte.

## Démographie
| 1960   | 1975    | 1985    | 1996    | 2006      | 2012      | 2015      |
| ------ | ------- | ------- | ------- | --------- | --------- | --------- |
| 59 126 | 172 661 | 441 514 | 709 736 | 1 475 223 | 1 933 650 | 2 532 311 |

## Urbanisme

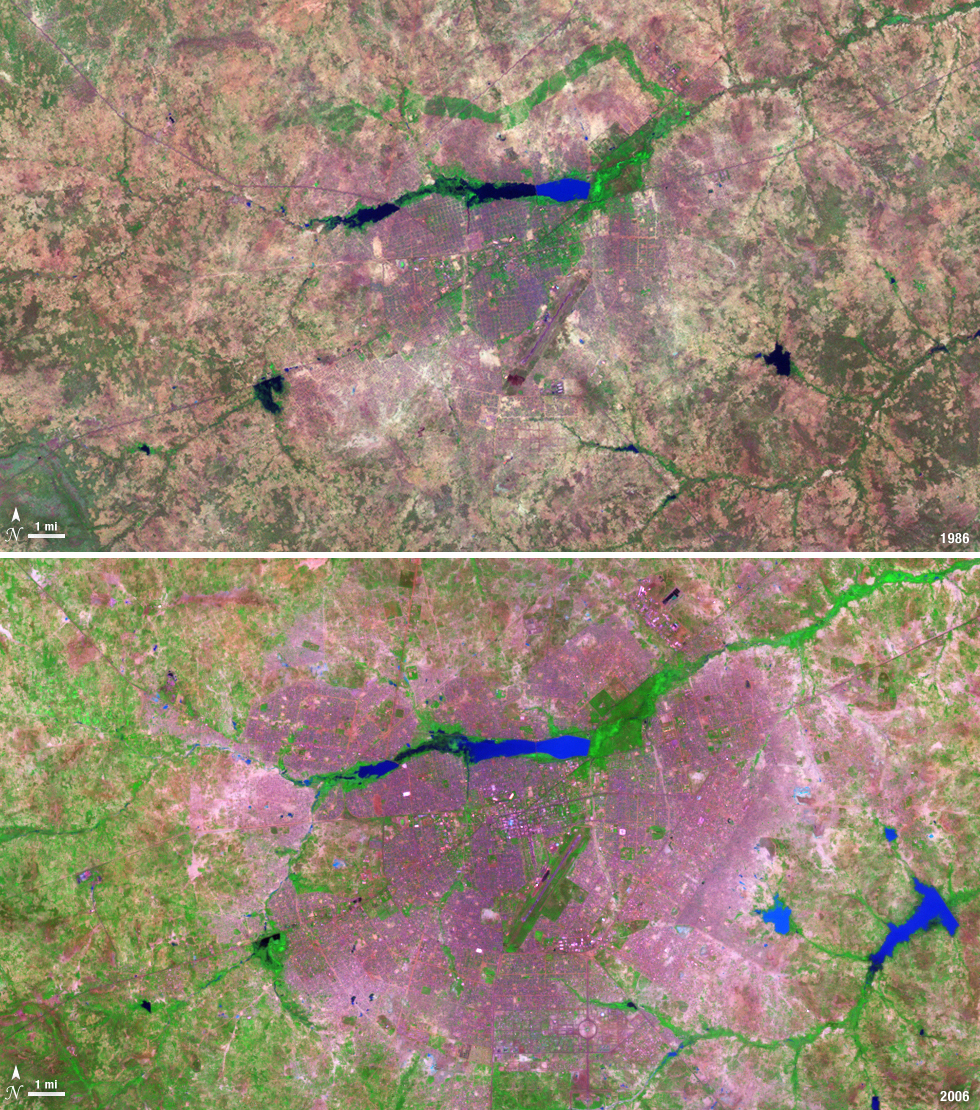
Vue satellitaire (Landsat) de l'expansion de la ville de Ouagadougou entre 1986 et 2006.

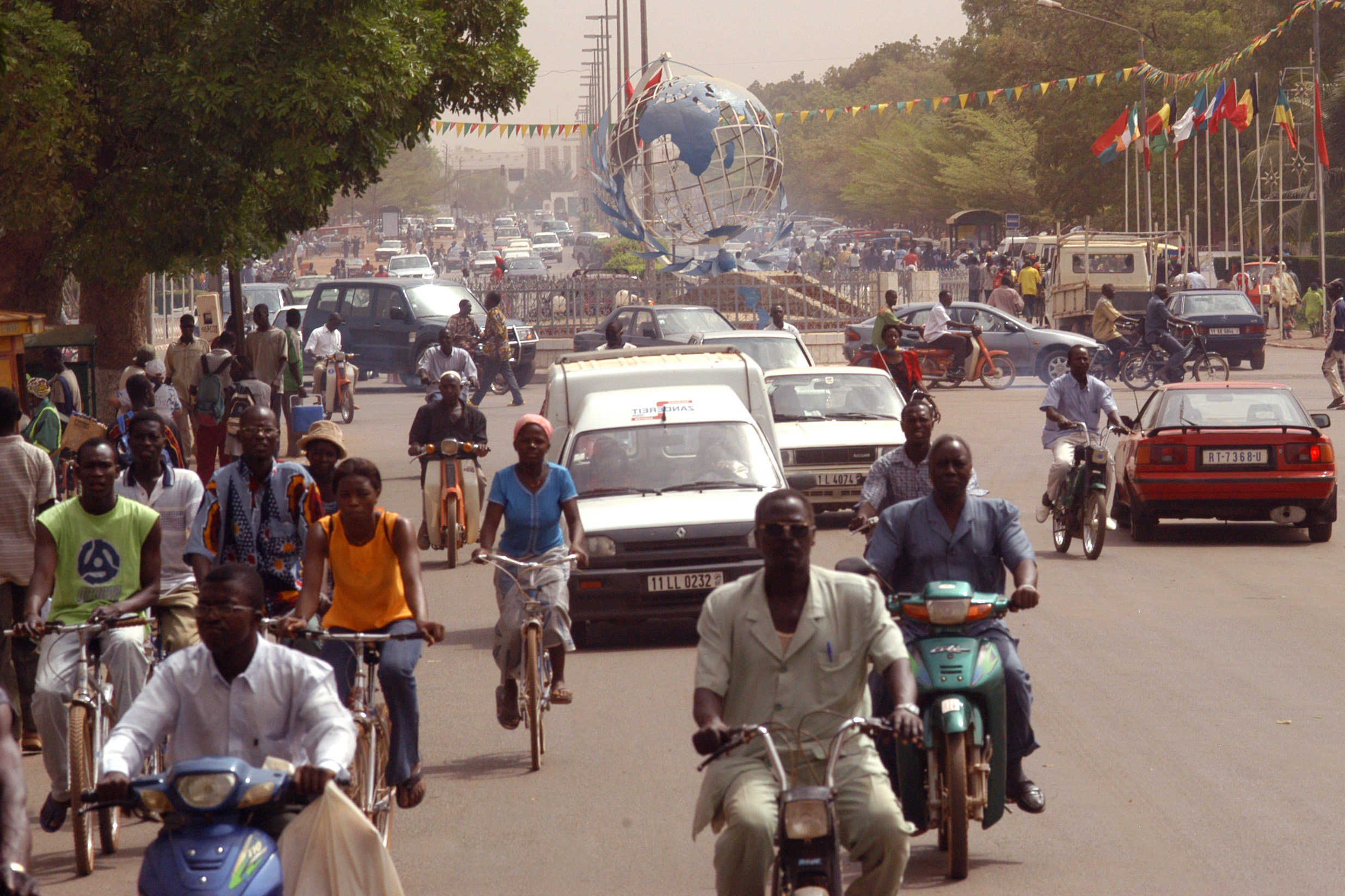
Une scène typique de Ouagadougou qui montre la place des Nations unies au centre-ville.

La ville s'est densifiée au cours des âges, et comme toutes les capitales, elle est touchée par le phénomène de périurbanisation et d'artificialisation et de fragmentation écopaysagère des milieux.
La pollution de l'air, par les aérosols « naturels » (envols de poussières liés à l'aridité des sols) et issus de la combustion (bois de feu, charbon de bois, feux de brousse...) et de la pollution routière pose un problème à Ouagadougou. Un projet de système d’alerte à la pollution à Ouagadougou et au Burkina Faso (dit « projet Mousson ») est construit en partenariat avec le CNRS. La pollution de l'eau et des sols est un autre problème.
La capitale abrite cependant presque en son centre (au nord-est) le Parc urbain Bangr Weogo de (265 hectares) qui est le premier exemple de rétrocession foncière forestière faite par l'État à une collectivité locale dans le cadre de la politique de décentralisation du Ministère chargé des forêts. Cet ancien massif forestier est devenu le poumon vert de la ville et l'élément principal de la trame verte urbaine de Ouagadougou ; un lieu de loisir et détente, mais aussi d'éducation environnementale ouvert aux écoles, universités, chercheurs et visiteurs, où expérimenter la gestion, restauration et protection de la biodiversité, le rôle de l'arbre en ville et notamment la lutte contre la désertification ou l'étude et la résolution de certaines pollutions. Le parc abrite aussi un musée centre d'exposition sur l'environnement, ainsi qu'un parc zoologique (72 ha où 136 espèces d'oiseaux étaient répertoriées en 1999 ainsi que quelques rongeurs) et un parc botanique (8 ha où sont présentés 95 espèces ligneuses autochtones de savane arbustive claire ou dense notamment, en 8 secteurs, et des espèces ornementales exotiques et locales dans un 9e secteur). On peut y découvrir seul ou en visite guidée la flore, la faune (oiseaux, mammifères et faune aquatique) du parc, avec une bibliothèque et une salle audiovisuelle.

## Administration

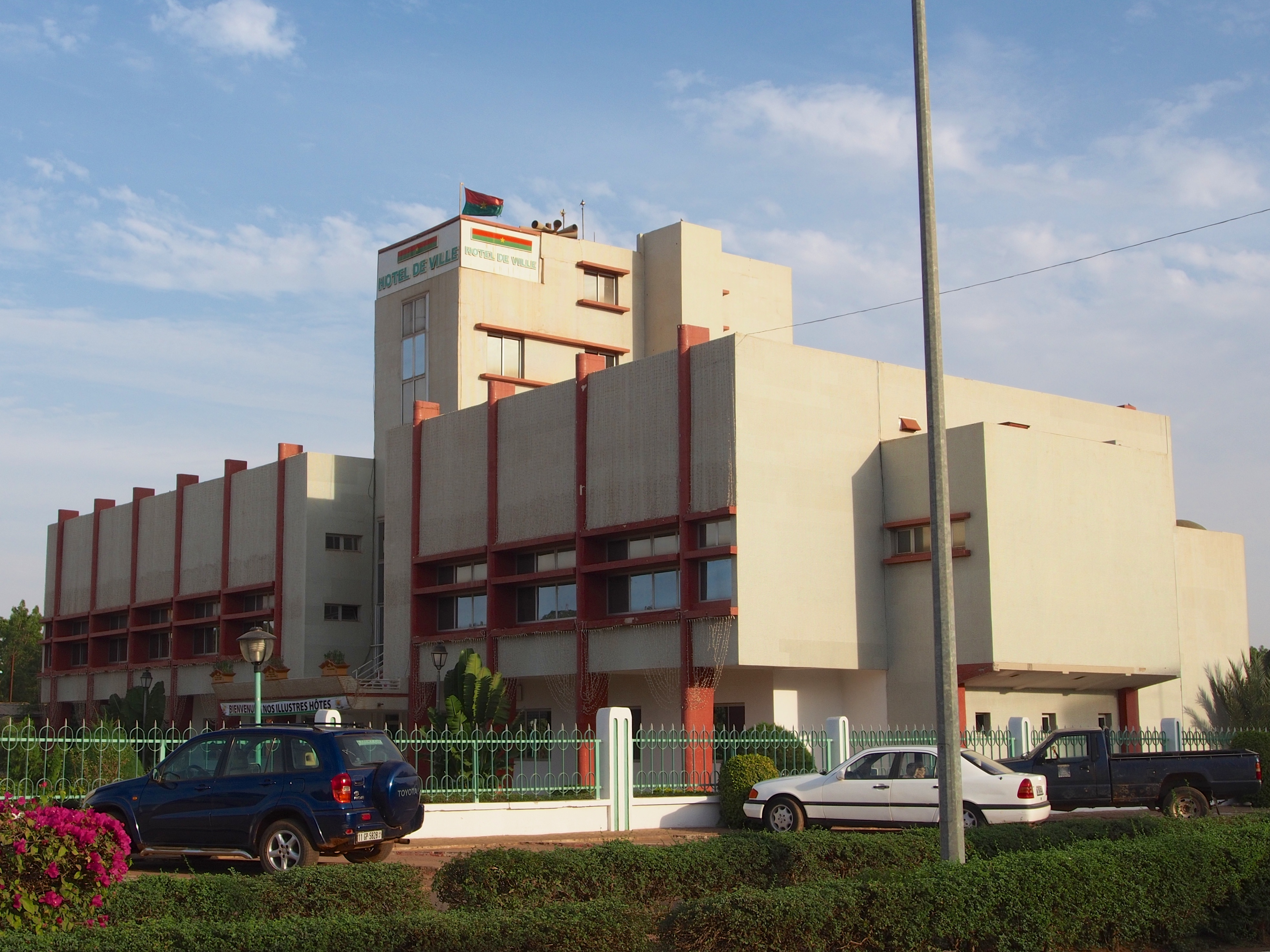
L'hôtel de ville de Ouagadougou.

Jusqu'en 2012, la ville comptait trente secteurs et dix-sept villages pour cinq arrondissements : Baskuy, Bogodogo, Boulmiougou, Nongremaasom et Sig-Noghin.
Mais depuis les élections couplées législatives et municipales du 2 décembre 2012, la ville compte 52 secteurs répartis en 12 arrondissements. Chaque arrondissement est dirigé par un maire élu et dispose des mêmes attributions que les autres communes burkinabè, sauf pour le budget.

### Listes des maires
- 1956 : premières élections municipales ;
- 1959 : dissolution du conseil municipal remplacé par une délégation spéciale ;
- 1961-1965 : Benjamin Oboulbiga[16] ;
- 1995-2012 : Simon Compaoré ;
- 2012-2016 : Marin Casimir Ilboudo ;
- depuis 2016 : Armand Béouindé.

### Jumelages et coopérations décentralisées
Jumelages
- Loudun (France) depuis 1967.
- San Miniato (Italie) depuis 1997.
- Koweït City (Koweït) depuis 1998.
- Leuze-en-Hainaut (Belgique) depuis 1968.

Accords de coopération
- Lyon (France) depuis 1994.
- Grand Lyon (France) depuis 1994.
- Grenoble (France) depuis 1999.
- Québec (Canada) depuis 2000.
- Kumasi (Ghana) depuis 2003.
- Turin (Italie) depuis 2003.
- Genève (Suisse) depuis 2003.
- Bordeaux (France) depuis 2005
- Marrakech (Maroc) depuis 2005
- Taipei (Taïwan) depuis 2008
- Braine-le-Comte (Belgique)

| Ville | Ville             | Pays | Pays                         | Période     |
| ----- | ----------------- | ---- | ---------------------------- | ----------- |
|       | Bordeaux          |      | France                       | depuis 2005 |
|       | Briton Ferry      |      | Royaume-Uni                  |             |
|       | Douala            |      | Cameroun                     | depuis 2012 |
|       | Grenoble          |      | France                       | depuis 1999 |
|       | Koweït            |      | Koweït                       | depuis 1998 |
|       | Leuze-en-Hainaut  |      | Belgique                     | depuis 1968 |
|       | Loudun            |      | France                       | depuis 1967 |
|       | Métropole de Lyon |      | France                       | depuis 1994 |
|       | Québec            |      | Canada                       | depuis 2000 |
|       | San Miniato       |      | Italie                       |             |
|       | Taipei            |      | République de Chine (Taïwan) | depuis 2008 |
|       | Turin             |      | Italie                       | depuis 2003 |

### Représentations étrangères
En 2024, 48 pays sont représentés à Ouagadougou, par 31 ambassades, un consulat général, 8 consulats, un vice-consulat 
et trois représentations.

## Économie
La ville a peu d'industries, développées principalement dans les domaines agroalimentaires et textiles.

## Transports

### Liaisons aériennes
La ville est reliée par le transport aérien avec l’Aéroport international de Ouagadougou.

### Liaisons ferroviaires

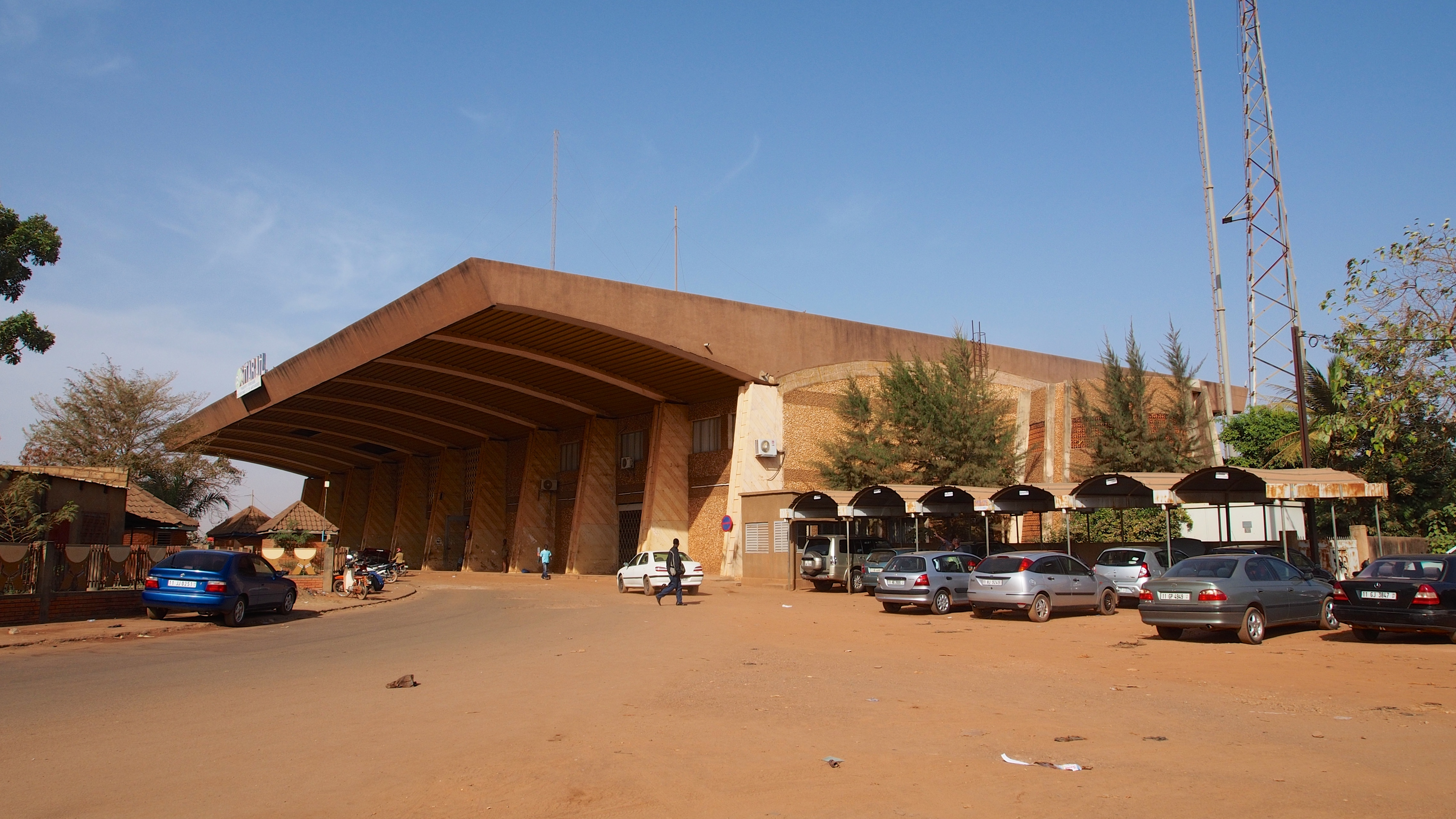
La gare de Ouagadougou.

La Gare de Ouagadougou est le terminus de la voie ferrée menant vers Abidjan (Côte d'Ivoire) et qui est exploitée par la Sitarail.
| Origine | Arrêt précédent | Train | Train         | Train | Arrêt suivant | Destination |
| ------- | --------------- | ----- | ------------- | ----- | ------------- | ----------- |
| Abidjan | Koudougou       |       | [Non indiqué] |       | Kaya          | Kaya        |

### Liaisons routières
Une route part en direction du sud-ouest vers Bobo-Dioulasso. Enfin, une bonne route de 350 km relie vers l’est Ouagadougou à Fada N’Gourma, le pays gourmantché et au-delà la frontière avec le Niger.
La route nationale 1 menant vers Bobo-Dioulasso, la seconde ville du pays, était en très mauvais état sur certaines portions ce qui la rend relativement dangereuse. Des travaux ont été entrepris depuis 2005 qui en ont amélioré la sécurité.
De nombreuses sociétés proposent des liaisons en autocar vers d'autres villes du Burkina, telles que Bobo Dioulasso et Ouahigouya, Fada N'Gourma, Koudougou etc.
Des routes partent aussi de la capitale vers d'autres capitales ouest africaines: Lomé (Togo), Bamako (Mali), Niamey (Niger), Accra (Ghana), Abidjan (Côte d'Ivoire), Cotonou (Bénin).

### Transports urbains

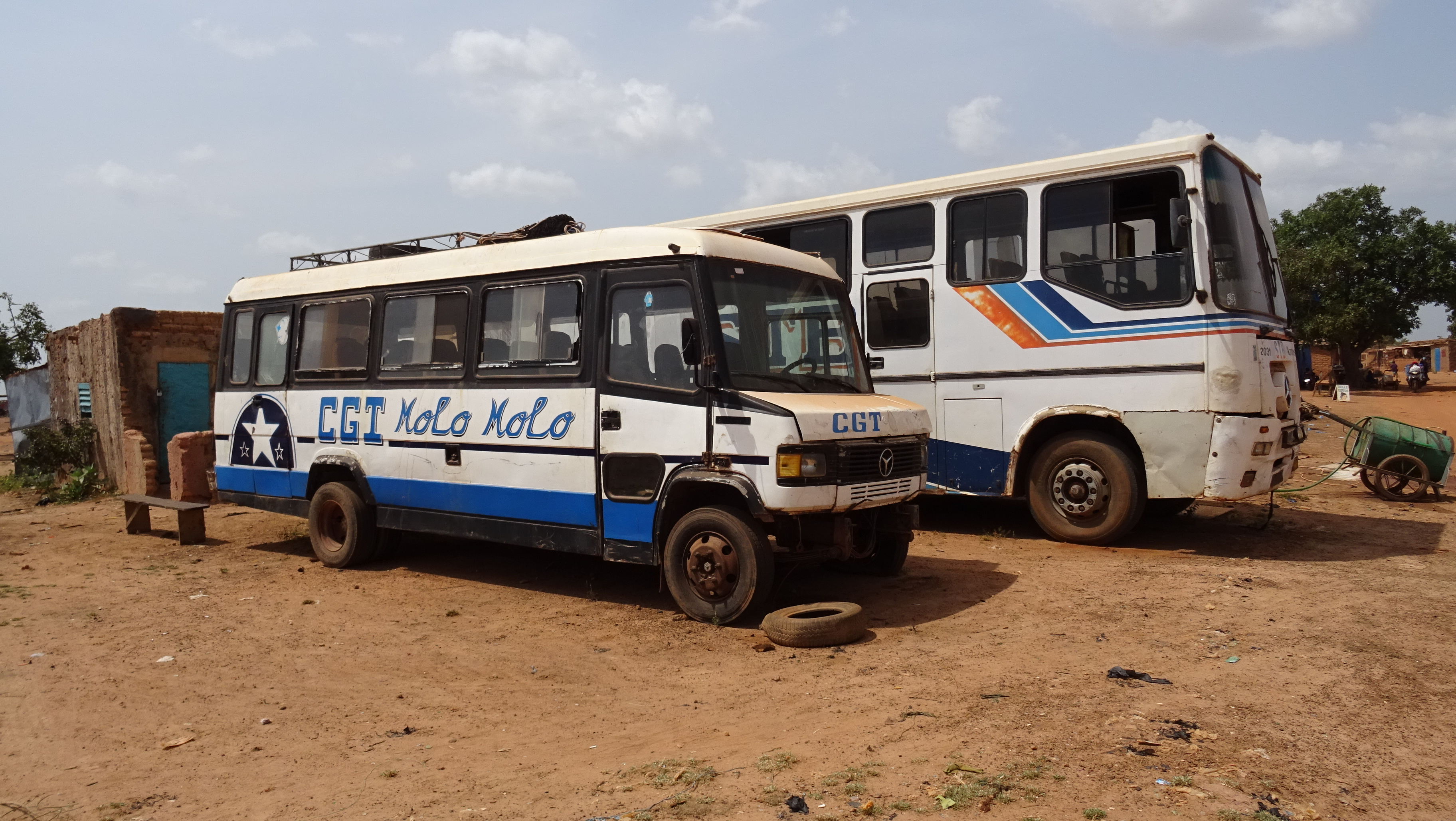
Bus et minibus.

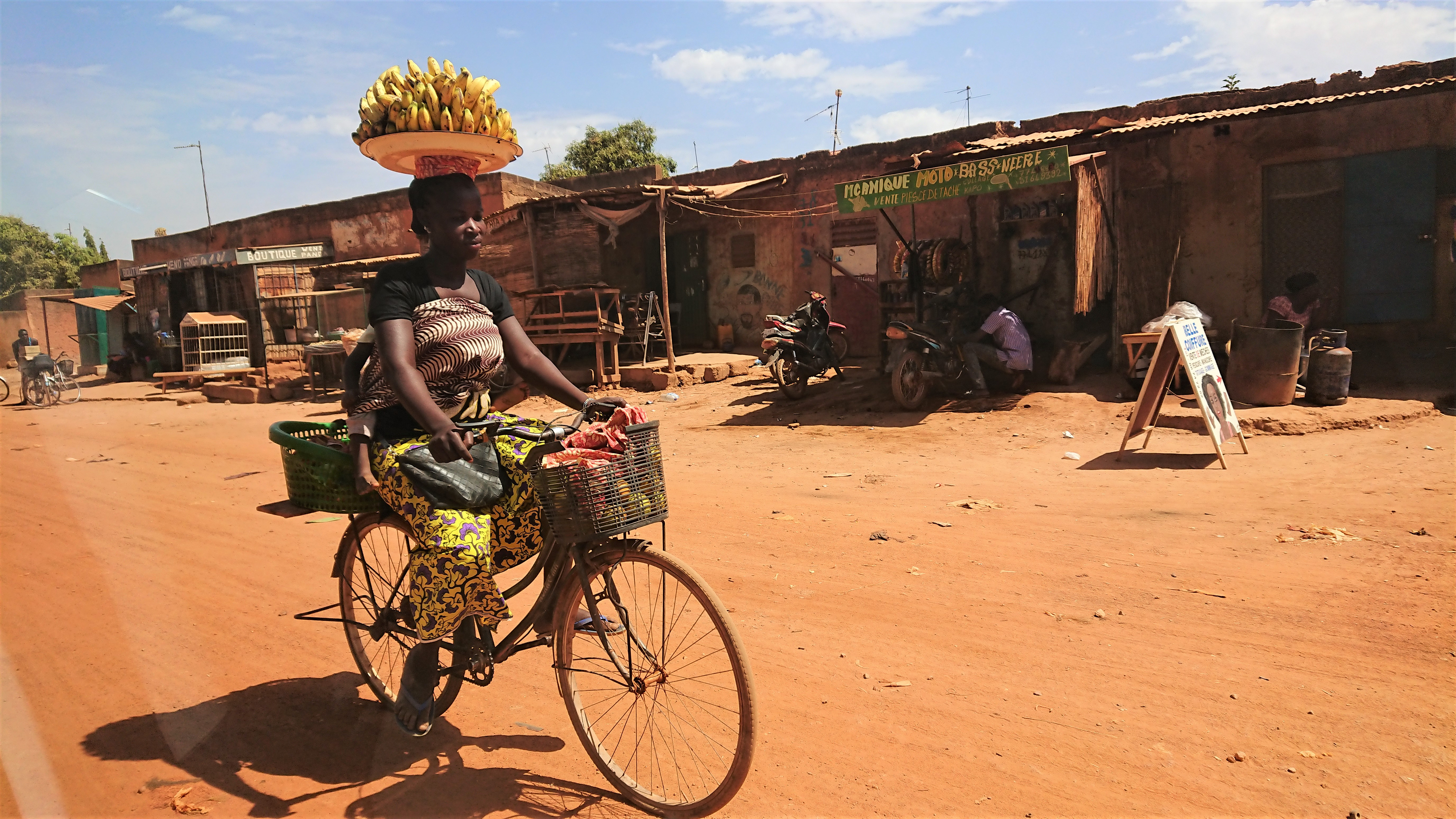
Transport de provisions à bicyclette.

Route trans-sahélienne Dakar (Sénégal) - N'Djamena (Tchad)  passe par Ouagadougou. Ouagadougou s'est dotée de quatre échangeurs autoroutiers au sud, vers le quartier de Ouaga 2000. Deux autres échangeurs dont un se situe — l'échangeur de l'ouest — vers le quartier de Gounghin sur la route nationale 1, le troisième appelé communément « échangeur de l'est » vers la gare de l'est sur la route nationale 4, et le quatrième plus au nord de la ville inauguré le 15 novembre 2018.
Le transport urbain subit quelques problèmes ; cependant, le réseau de bus SOTRACO propose une vingtaine de lignes. Des bénévoles ont cartographié le réseau.
Les habitants de Ouagadougou circulent beaucoup en deux roues. Le parc national de motos est estimé à 600 000 motos ; 50 000 motos sont mises sur le marché chaque année par la première entreprise privée de vente de véhicules moteur à deux roues JC Mégamonde.

## Services publics

### Santé

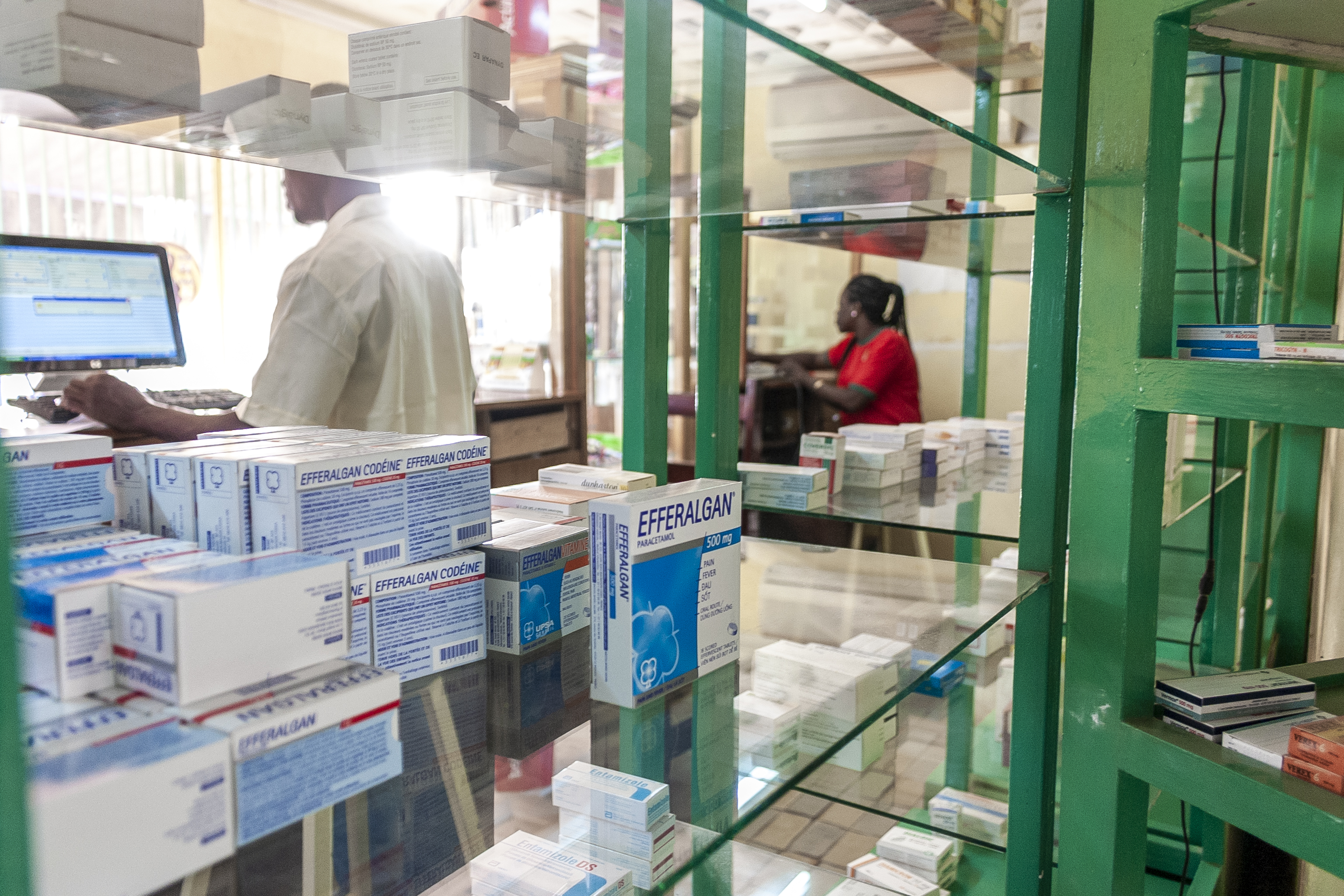
Pharmacie à Ouagadougou

La ville dispose d'infrastructures publiques comme :
- CHU Yalgado-Ouédraogo, secteur 4 de la ville (750 lits) ;
- CHU Tengadogo ;

La construction de cet hôpital a démarré le 12 mars 2008 et il a été réceptionné le 25 octobre 2010 avec un coût global de 65 milliards de francs CFA, soit environ 130 millions de dollars américains. Ayant une vocation sous-régionale cet hôpital s’étale sur 16 ha et compte 600 lits. Dit de 3e génération, il est pourvu d'une plate-forme de gestion automatisée intégrant les dernières technologies de l’information et de la communication et d'un héliport. C'est l'un des plus performants de la sous-région ouest-africaine, avec plusieurs spécialités.
- le centre hospitalier universitaire pédiatrique Charles de Gaulle ;

Inauguré le 30 janvier 2001, ce centre à vocation nationale est le plus moderne du pays, doté d'un plateau technique appréciable avec une capacité de 126 lits. La pose de la première pierre est intervenue le 6 décembre 1996 à l'occasion du sommet France-Afrique par les présidents Jacques Chirac et Blaise Compaoré. Réalisé en partenariat avec les hôpitaux de Rouen, le ministère de la Santé du Burkina et la Mairie de Ouagadougou et bénéficie actuellement du soutien du conseil général de la Seine-Maritime.
- l’hôpital de district de Bogodogo (350 lits).
- nombreuses infrastructures privées.

### Éducation et enseignement supérieur

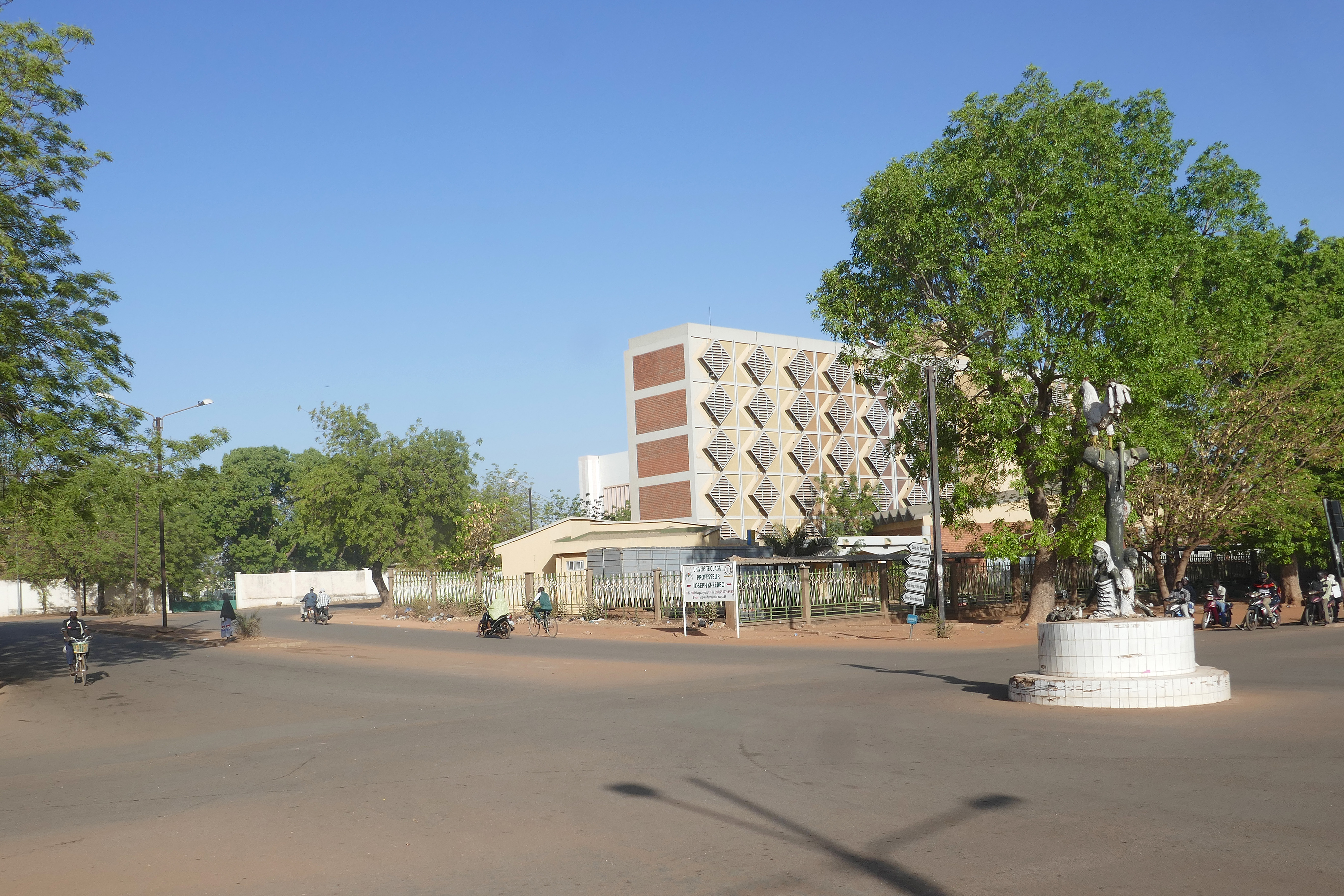
Université Joseph Ki-Zerbo

la ville dispose de deux univeristés publiques : 
- L'université Joseph Ki-Zerbo (ex-université de Ouagadougou), fondée en 1974, est le premier établissement d'enseignement supérieur du Burkina Faso. Depuis sa création, elle a joué un rôle central dans la formation des élites et le développement intellectuel du pays.

- L'université Thomas-Sankara, fondée en 2010, elle s’étend sur une superficie de 2 111 ha, à une vingtaine de kilomètres à l'est de Ouagadougou, dans la commune de Saaba. Depuis l’année universitaire 2007-2008, cette institution accueille les étudiants des Unités de formation et de recherche (UFR) en sciences juridiques et politiques (SJP) ainsi qu’en sciences économiques et de gestion (SEG), précédemment rattachées à l’UO.

La ville abrite également d'autres écoles et instituts supérieurs de renom, à vocation régionale en Afrique de l'Ouest, telles que l'Institut international d'ingénierie de l'eau et de l'environnement (2iE).
Par ailleurs, de nombreux établissements privés d’enseignement supérieur ont vu le jour récemment, contribuant à diversifier l’offre éducative tels que l'université Aube nouvelle, l'université Al Houda, l'université Saint-Thomas-d'Aquin ou encore l'institut africain de Management (IAM)

## Culture et patrimoine

### Lieux emblématiques

#### Place de la Nation (Place de la Révolution)

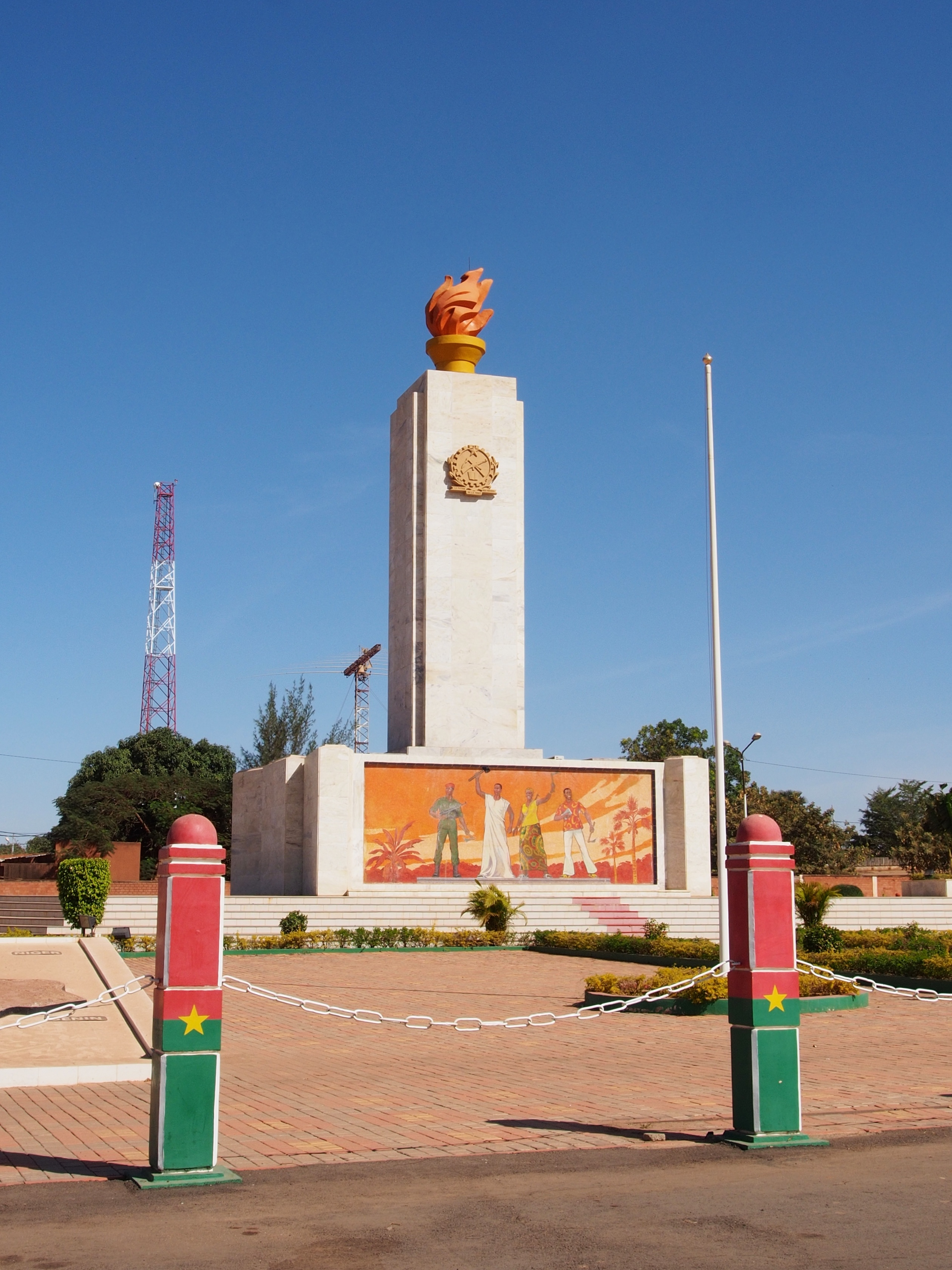
La place de la Nation anciennement appelée place de la Révolution.

La Place de la Nation, initialement appelée Place de la Révolution, est un lieu emblématique de rassemblement politique de la société civile au Burkina Faso. Elle est située au centre ville de Ouagadougou.

### Langues
Le mooré est la langue la plus parlée.
En 2014, 49,4 % des habitants de Ouagadougou de 15 ans et plus savent lire et écrire le français tandis que 53,7 % savent le parler et le comprendre. Selon le dernier rapport de l'OIF, en 2006, 104 700 Ouagalais déclaraient utiliser le français comme principale langue en 2006, soit 10 % des habitants, chiffre en nette hausse par rapport à 1985 (11 000 personnes soit seulement 2,49 %).

### Architecture
La ville compte certains bâtiments d'intérêt architectural, comme le monument aux Héros nationaux, le palais de Kosyam et le mémorial Thomas-Sankara.

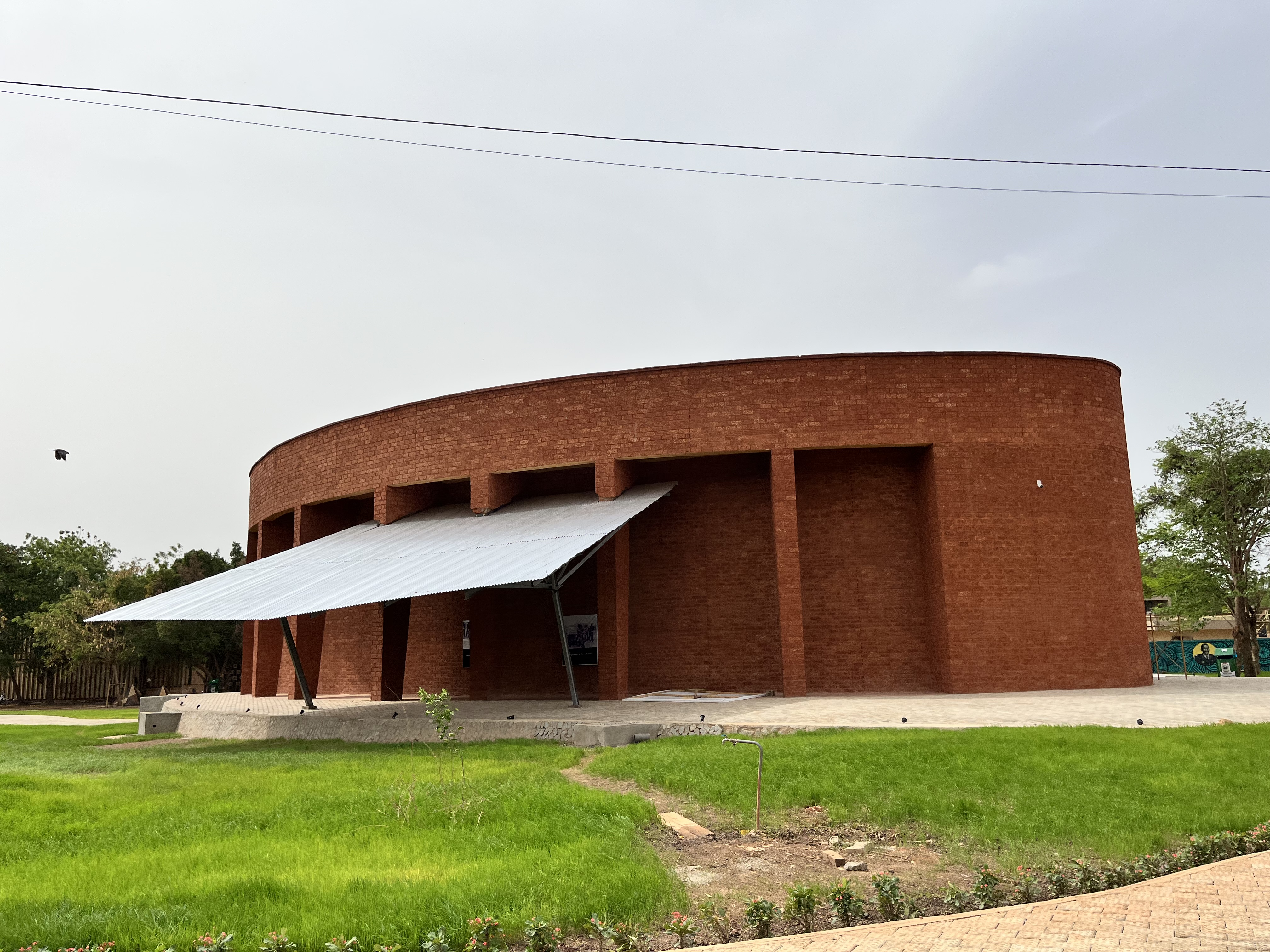
Le mausolée de Thomas Sankara, fesant partie du mémorial en son honneur.
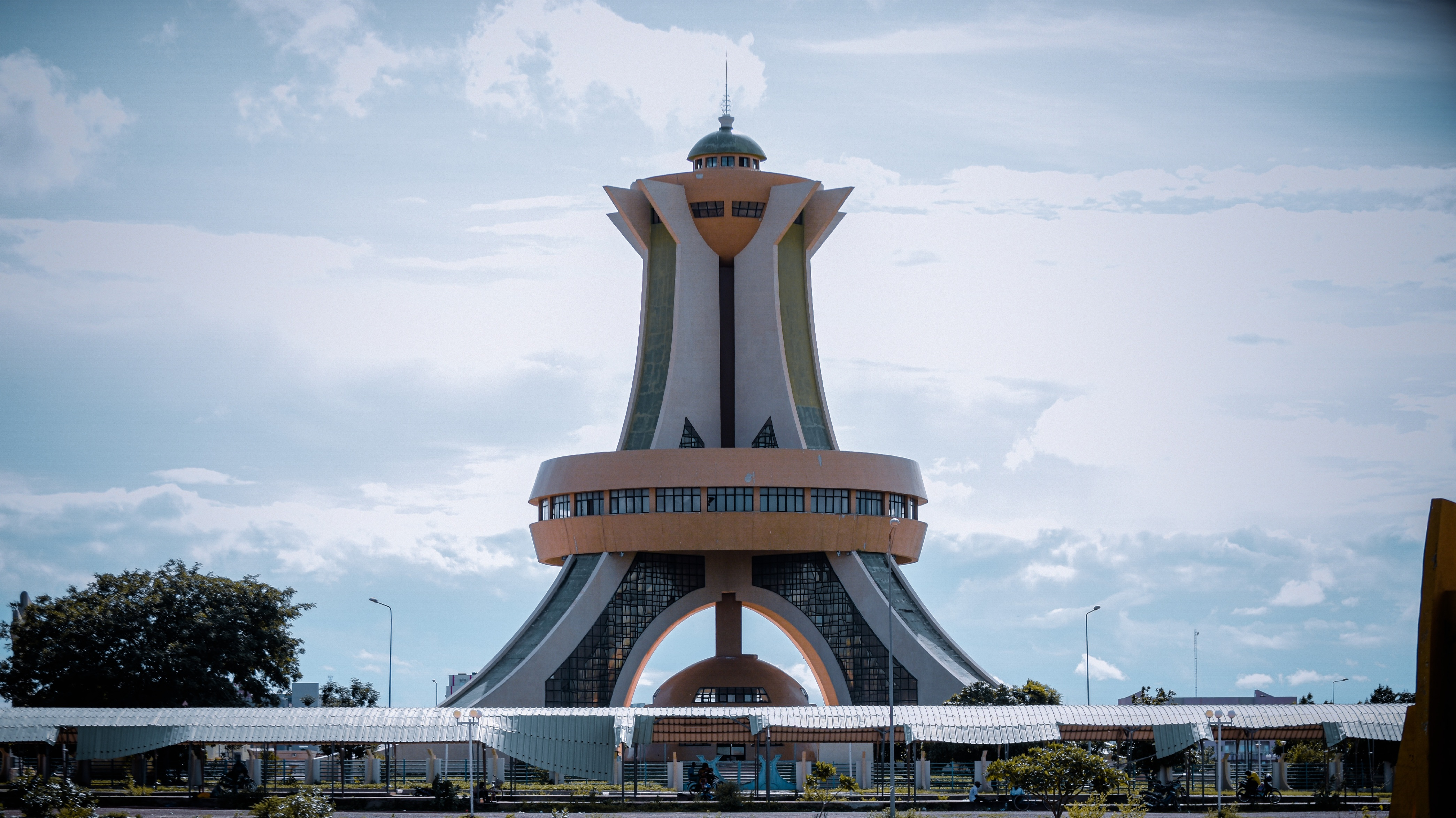
Le monument aux héros nationaux.

### Lieux culturels
Les principaux lieux culturels sont la Maison du peuple, le CENASA (centre national des arts, des spectacles et de l'audiovisuel), l'institut français (  ex-centre culturel français Georges-Méliès), le Cito ( Carrefour international de théâtre de Ouagadougou), le musée de la musique, le musée national, etc.
Le CENASA (Centre national des arts, des spectacles et de l'audiovisuel) a été inauguré en l'an 2000, et propose notamment des spectacles de danse, de musique et de théâtre. Il abrite une salle de plus de 600 places. Elle était à ciel ouvert initialement et a été couverte en 2006 de façon à pouvoir l'utiliser durant toutes les périodes de l’année,.
Le Centre de Développement Chorégraphique – La Termitière a été inauguré en 2006. Créé par les chorégraphes et danseurs Salia Sanou et Seydou Boro, le CDC est le premier centre chorégraphique africain. Il possède une salle de spectacle de 250 personnes, un théâtre de verdure de 2 500 places, et organise chaque année le Festival Dialogues du corps.
La Maison du peuple comporte une salle de 2 500 places, et son architecture présente dans la partie supérieure des sortes de cheminées rappelant les cases traditionnelles burkinabés.
La cité accueille le Festival panafricain du cinéma et de la télévision de Ouagadougou (FESPACO), le Fitmo ou Festival des arts du Burkina Faso, le Salon international de l'artisanat de Ouagadougou (SIAO), le Salon international du tourisme et de l'hôtellerie de Ouagadougou (SITHO), le Salon international des mines, de l'énergie et des carrières (SEMICA) et est le site d'un des plus grands marchés d'Afrique de l'Ouest.

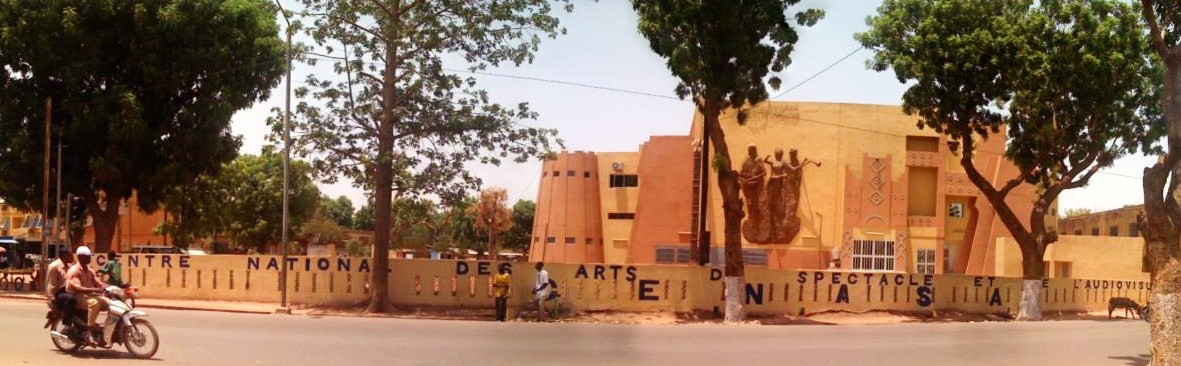
Le CENASA (centre national des arts, des spectacles et de l'audiovisuel).
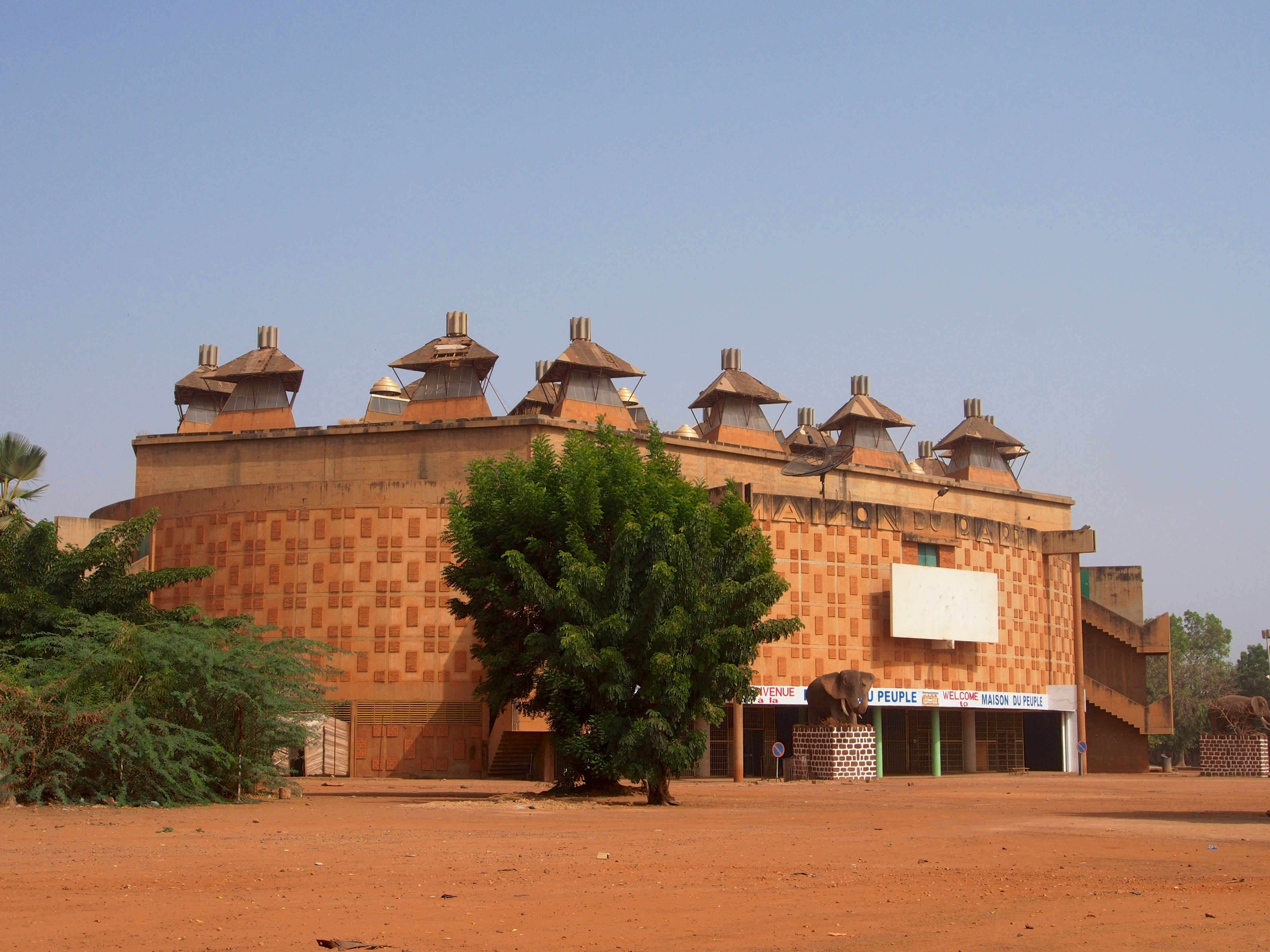
Maison du peuple de Ouagadougou.

### Lieux de culte
Parmi les lieux de culte, il y a principalement des mosquées musulmanes. Il y a aussi des églises et des temples chrétiens : Archidiocèse de Ouagadougou (Église catholique), Association des Églises évangéliques réformées du Burkina Faso (Communion mondiale d'Églises réformées), Assemblées de Dieu, Deeper Life Bible Church, Centre international d’évangélisation - Mission intérieure africaine.

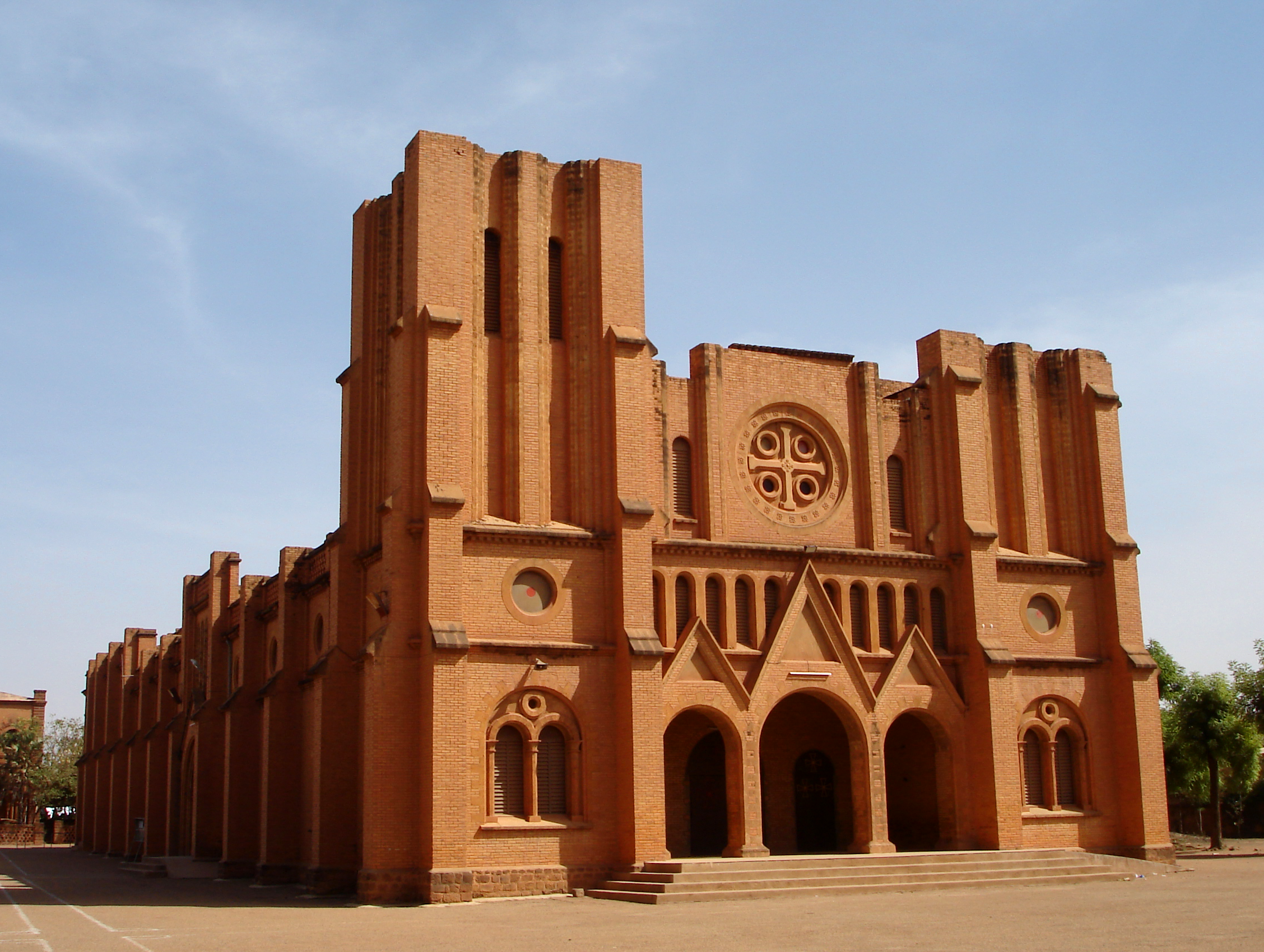
Cathédrale de l'Immaculée-Conception de Ouagadougou, (Église catholique).
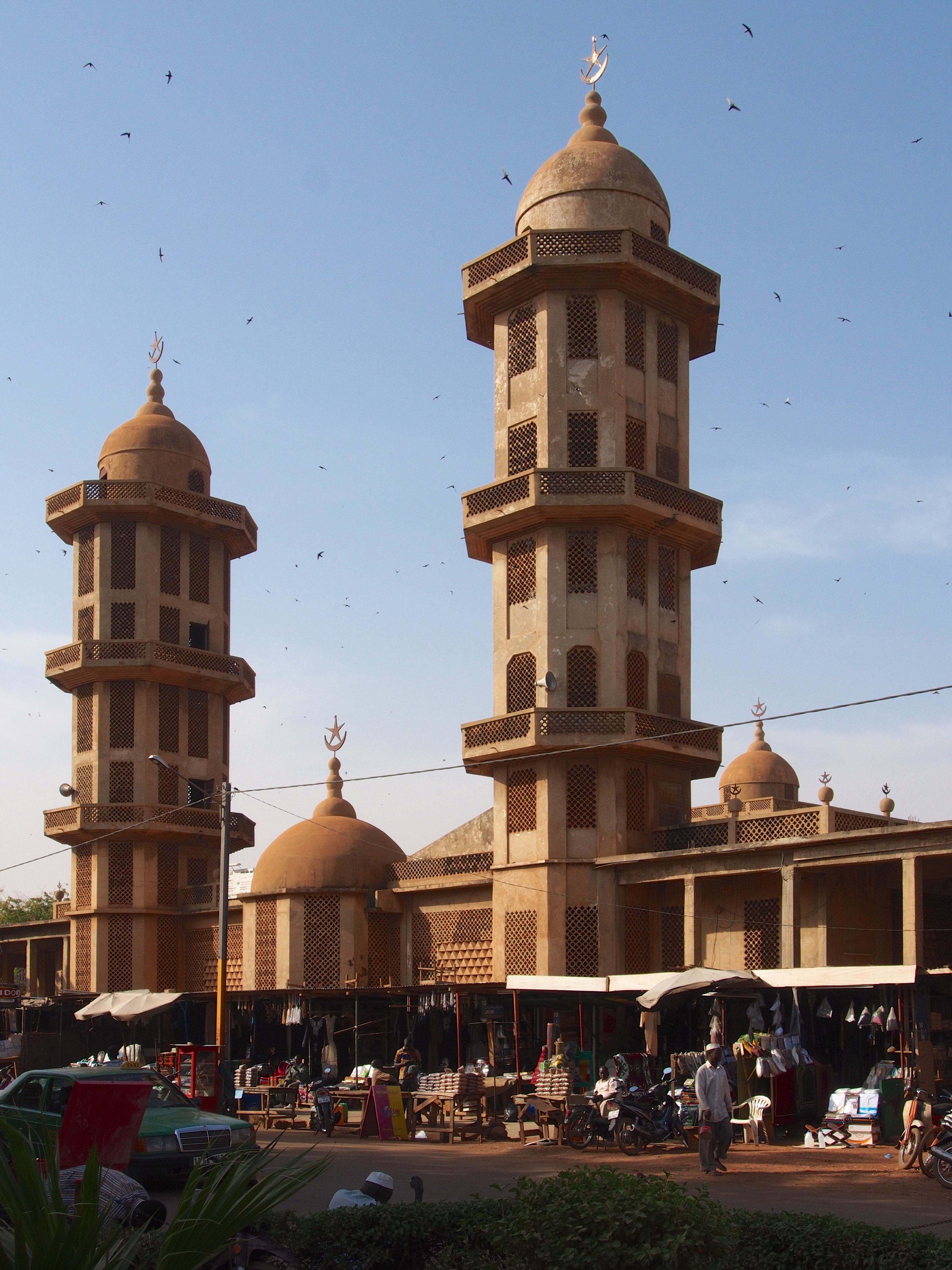
La grande mosquée à Ouagadougou.

## Sports
La ville dispose d'infrastructures sportives :
- le stade du 4-Août (35 000 places assises et pelouse naturelle) ; il tient son nom de la révolution du 4 août 1983.
- le stade municipal (15 000 places assises et pelouse synthétique) ;
- le palais des sports de Ouaga 2000, dédié aux sports de mains (4 598 places assises).

La capitale possède de nombreux clubs de football, dont les clubs les plus titrés au niveau national : l'Étoile filante de Ouagadougou et l'ASFA Yennenga. Les autres clubs de la ville évoluant au plus haut niveau sont :
- AS SONABEL ;
- Commune Football Club ;
- RC Kadiogo ;
- Santos FC ;
- US Ouagadougou ;
- USFA
- Rahimo FC
- Salitas FC

## Espaces naturels
- Parc national de Bangre Weogo : parc national de 140 hectares, situé au centre de la ville, surnommé le poumon vert de Ouagadougou.